# Римсько-католицька церква в Україні
Ри́мсько-католи́цька це́рква в Украї́ні (РКЦвУ) (лат. Ecclesia Catholica Romana in Ucraina), заст. Лати́нська це́рква в Україні (ЛЦвУ) — це католицька церква, яка використовує західні обряди в Україні. Латинська церква є головною частиною Католицької церкви, що очолюється Папою Римським і присутня на українських землях з X століття, від часів Київської Руси. За часів Речі Посполитої у XIV— XVIII століттях була одним із провідників західноєвропейської культури й науки в Україні. За часів Російської імперії та в більшовицько-радянської влади зазнала переслідувань, діяла в підпіллі.
Після відновлення Україною незалежности в 1991 році перебуває у процесі відродження. Станом на 2021 рік нараховує 7 дієцезій, 1134 парафії, 3 вищі духовні семінарії, 12 єпископів і близько 700 священників, частина з яких іноземці. Кількість вірних — близько 1,5 млн осіб. Після 2023 року Конференцією єпископів очолює луцький єпископ Віталій Скомаровський. Інформаційний офіс — Католицький медіа-центр. Найбільший паломницький центр — Бердичівський монастир. Головний навчальний заклад для світських осіб — Інститут Томи Аквінського в Києві.

## Історія
Поширення християнства в Україні пов'язують з легендою про святого апостола Андрія. Перші ж історичні християнські громади в українському Криму заснував наприкінці I століття римський папа Климент I, що перебував там у засланні на каторзі. У ІІІ—IV століттях на півдні України існувало Готське єпископство, представники якого взяли участь у Першому Нікейському соборі.
Одним із перших князів-християн на українських землях вважають київського князя Аскольда, який був охрещений 867 року. На могилі вбитого Аскольда збудовано церкву св. Миколая, що може свідчити про те, що християнським ім'ям Аскольда було Миколай. Є підстави вважати, що князь отримав своє ім'я на честь Папи Римського Миколая I, який проводив активну політику в справі хрещення слов'ян і благословив переклади Біблії, здійснені Кирилом і Методієм слов'янськими мовами.
До середини X століття за часів князя Ігоря християнська община збільшилася, будувалися церкви. У 954—955 роках слов'янські місіонери охрестили вдову Ігоря княгиню Ольгу. Вона відправила послів до німецького імператора Оттона I з проханням прислати на Русь єпископів та пресвітерів. У 960 р. був призначений єпископом Руси Лібутій з Могунтського монастиря св. Албана. 961 р. він помер, і того ж року до Києва прибула німецько-латинська місія на чолі з єпископом святим Адальбертом із Трірського монастиря. Онук Ольги князь Ярополк у 974 р. вислав послів до Оттона II, а у 977 р. направив послів до Папи, а Папа Бенедикт VII — своїх послів до Ярополка. Це було перше посольство з Риму на Русь. У Києві була заснована латинська дієцезія на чолі з єпископом святим Боніфацієм, яка проіснувала до 979 року.

### Хрещення Київської Руси
У 988 р. князь Володимир охрестив Русь. Хоча за часів Володимира Київська митрополія була дочірньою церквою Царгородського патріархату, Церква на Русі все ж стала частиною Вселенської Церкви. Про це свідчать посольства з Риму, які привезли мощі святих Климента й Тита в Корсунь до князя Володимира у 988 р. Після хрещення, уже в 991 р. — нове посольство від Папи Івана XV, у 1000р. — посли Папи Сильвестра II привезли мощі католицьких святих Віта, Аполінарія, Бенедикта та ін. для церков, які масово будувалися на Русі.
Християнство зміцнювало владу князя, перетворювало Русь на могутню європейську державу. Крім церковних і політичних зв'язків з Апостольською Столицею і Заходом були також і династичні, започатковані Володимиром і перейняті його наступниками, зокрема, Ярославом Мудрим, чотири дочки якого одружилися з християнськими королями Норвегії, Угорщини, Франції та Німеччини. З Х до XIII ст. Русь визнавала першість Римського Престолу, а руський єпископат навіть після так званої Великої схизми патріарха Керулярія і розділення церков у 1054 р., не прийняв жодної постанови про відділення від Вселенської Церкви.
До кінця X ст. стали також християнськими сусідні держави — Польща (966 р.), Богемія та Угорщина. У 1009 р. була заснована Трансильванська дієцезія, одна з семи дієцезій Католицької Церкви Угорщини, яка містила у собі територію сучасної Карпатської України (Закарпаття) аж до початку XIV ст. З 1346 р., коли Закарпаття стало частиною Егерської дієцезії — складової частини Римсько-католицької церкви Угорщини, розпочалося будівництво багатьох католицьких церков не лише у містах, але і у селах. У XIV ст. вже було понад 50 храмів та декілька монастирів, зокрема, першими у м. Берегове заснували свій монастир тамплієри. Згодом — домініканці і францисканці. Пауліни осіли у м. Кішберег у 1329 р., а у 1363 р.— поблизу Тячева.

### Перші дієцезії у Києві

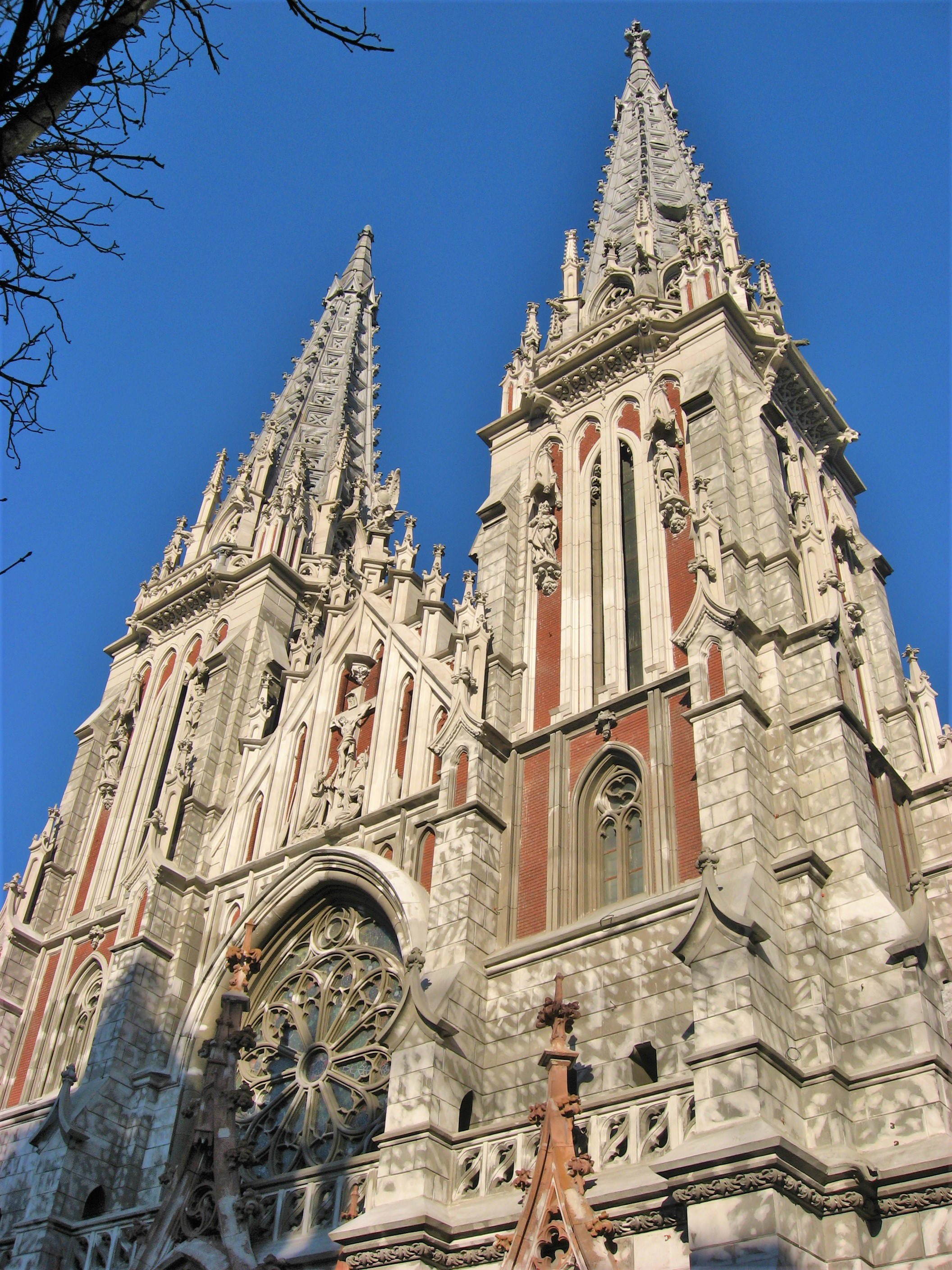
Костел святого Миколая, Київ

У Києві католиків обслуговували ірландські бенедиктинці, які мали свій монастир і церкву. З ХІІ століття активну місіонерську роботу проводили також домініканці під проводом святого Яцека. До цього ордену належали єпископи Герард (? — 1241), блаженний Віт (? — 1269), Генрик (1321–1350), Яків (? — 1377), Філіп (? — 1387), Михайло І Тріска (? — 1426), Андрій Краківський (? — 1434), Михайло ІІ (? — 1439), Іоанн (? — 1451), Михайло ІІІ (? — 1487), Мойсей (1507–1519).
І хоча латинські єпископи були у Києві вже з Х ст., перше єпископство у Києві виникло у 1321 р. за єпископа Генрика. Воно обіймало територію сучасних Східної та Південної України, включаючи узбережжя Чорного моря і частину сучасних Білоруси та Росії (територія Київського та Чернігівського князівств і приєднаних в половецьких війнах південних земель). Єпископів Київських Лібутія, св. Альберта, св. Боніфація та їх наступників до 1321 р. називали єпископами Руси, з 1638 р. — єпископами Київськими та Чернігівськими, з 1789 р. — єпископами Житомирськими та Луцькими.

### Перші дієцезії на Західній Україні
Смерть князя Ярослава Мудрого та поступове дроблення Київської держави вплинули на становище західноукраїнських земель. У 1199 р. волинський князь Роман Мстиславич об'єднав Галичину і Волинь в одну державу. Він успішно воював з половцями та іншими ворогами, приєднав Київ до Галицько-Волинської держави. Не відповідають дійсності твердження деяких істориків про те, що Роман був противником Риму. Багато джерел твердять про католицьку орієнтацію князя Романа (його мати — дочка польського короля — та дружина були католичками). У 1204 році Папа надав Роману титул Короля Русі, проте Роман недовго його носив, оскільки у 1205 році (тобто через рік після отримання титулу) він помер.
Папа Іннокентій III через кардинала Григорія у 1207 р. пропонує Галицько-Волинській державі тісні контакти, намагаючись об'єднати східноєвропейські народи з Римом. У своїх листах Папа Гонорій III у 1227 р. та Папа Григорій IX у 1231 р. закликають українських князів переходити на латинський обряд. У 1228 р. у Галичі поселилися домініканці, а у 1235 р. до Перемишля прибувають францисканці й закладають свій монастир.
Після татарської навали, яка почалася 1239 р., Захід гуртує протитатарську коаліцію, де особливу роль відводить Україні, і, зокрема, князеві Данилові Галицькому. У 1253 р. папський легат Опізо з Мезано привіз корону від Інокентія IV і Данило був коронований на короля у Дорогичині. Князь з єпископами склали присягу (Данило не будучи Католиком — не міг прийняти Корону), а Папа гарантував непорушність візантійського обряду. Татари, дізнавшись про це, знову кинули орди на українські землі, але Данило відбив їх напад. Та через три роки, у 1256 р. Данило на вимогу татар тимчасово призупиняє зв'язки з Римом (але робить він це з політичних, а не з релігійних причин), а Папа передає католиків, які жили на Червоній Русі, під юрисдикцію Люблінського єпископа, який мав генерального вікарія у Володимирі-Волинському (тобто в силу географічної близькості).

Кількість громад (парафій) РКЦ в Україні

Про Католицизм Романовичів свідчить також шлюб Данилового сина, майбутнього Короля Лева І з угорською принцесою Констанцією, яка відзначалася великою набожністю і фінансувала католицькі храми і монастирі.
У 1359 р. була заснована перша латинська дієцезія у Львові, але перший Львівський латинський єпископ Тома до Львова не доїхав. У 1367 р. вже існувала Галицька дієцезія, що її очолював єпископ Кристин (помер у 1370 р.), який відвідав Львів першим з латинських єпископів.
Папа Григорій XI буллою «Debitum pastoralis offici» від 13 лютого 1375 року остаточно заснував латинську митрополію і архидієцезію з осідком в Галичі. Через більшу віддаленість від татар у 1412 р. її осідок перенесено з Галича до Львова (булла «In eminenti specula» від 28 серпня 1412 р.). Першим митрополитом РКЦ у Галичі був архієпископ Матвій з Егера (1375 — +1380 рр.) — німець, який знав українську мову. Після нього Галицькими митрополитами були ще три архієпископи: Бернард (1384—1390 рр.), Яків Стрепа (1391—1409 рр.), проголошений блаженним у 1790 р., та Миколай Тромба (1410—1412 рр.).
Створюються єпископства у Луцьку (1412 р.), Холмі (1417 р.), Володимирі-Волинському (1428 р.) та у Кам'янці-Подільському (1440 р.). На початок XV ст. латинська митрополія в Україні була сформована.
Після хрещення Руси протягом XI—XII ст. Київська православна митрополія поступово обійняла всі східнослов'янські землі, виводячи їх на церковну орбіту Візантії. Але Київська Русь залишалася відкритою і для інших впливів. Географічне положення зумовлювало контакти через торгівлю, військові дії та дипломатичні стосунки з Євразійським степом, балтійською Північчю, католицьким Заходом. У середньовіччі Київські митрополити й українсько-руські князі контактували з Римсько-католицькою церквою. Митрополити були присутні на соборах у Ліоні (1245 р.) та Констанці (1418 р.). Архиєпископ Петро Акерович разом з Папою Іннокентієм IV відправляв у Ліоні Службу Божу. Митрополит Київський Григорій Цамблак, не визнаний Царгородським патріархом, з делегацією у 300 осіб брав участь у соборі в Констанці. Церкви, які проповідували Євангеліє, розуміли, що їх розкол суперечить волі Творця, тому відразу після розколу 1054 р. були спроби порозумітися та розв'язати спірні питання між східним і західним християнством. Флорентійська унія 1439 р. знаменувала тимчасове примирення, яке було схвалене Папою і Царгородським патріархом.

### Флорентійська унія
У 1458 р. давня Руська митрополія поділилася на Київську та Московську. Папа Пій ІІ проголосив грека Григорія архієпископом Києва, Львова і всієї Малої Руси. Межі Григорієвої юрисдикції включали 6 єпархій у Великому князівстві Литовському (Чернігівська, Смоленська, Полоцька, Турівська, Луцька, Володимирська) та 3 єпархії у Польському Королівстві (Перемиська, Холмська, Галицька). Папська булла також засвідчила, що Рим не має жодних ілюзій щодо перспектив Флорентійської унії у Великій Русі під схизматичним правлінням Йони Московського. З 1458 до 1596 року (Берестейського собору) землі Київської митрополії збігалися з кордонами династично об'єднаних держав — Польщі та Литви. І хоча Флорентійська унія для Візантійського та інших східних патріархів була великим досягненням (знаменувала поєднання з Римською Церквою), для Української Церкви вона була менш успішною. Головні причини невдачі — політичний тиск та несприятлива церковна ситуація, зокрема, здобуття турками Царгорода у 1453 р., самопроголошена автокефалія Московської церкви та поширення її юрисдикції на українські території.

### Берестейська унія

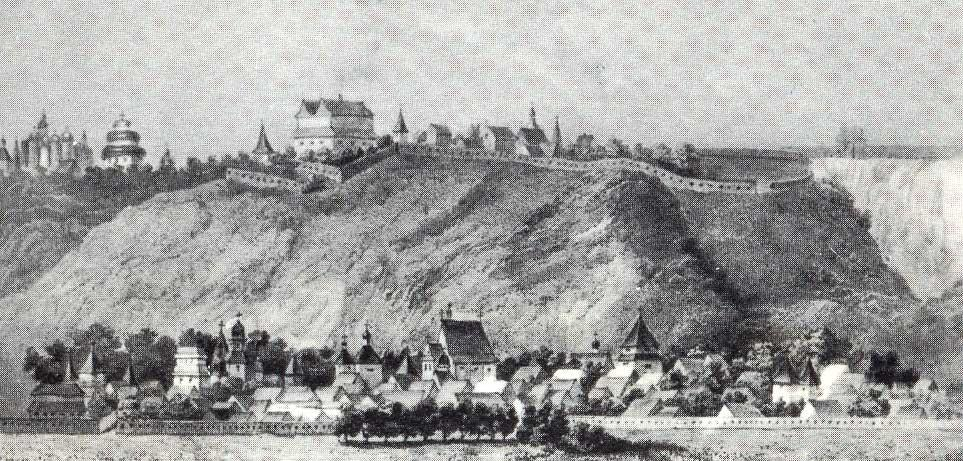
В Києві XVII ст. були дві муровані католицькі церкви — бернардинська та домініканська. Остання проіснувала в перебудованому вигляді навіть до XX ст.

Метою Берестейської унії 1596 р. було об'єднання Київської Православної Церкви з Римським Престолом. Від латинської сторони ідею унії підтримали єзуїти Петро Скарга, Антоніо Поссевіно, Апостольський Нунцій. Булла Климента VIII Великий Господь підтвердила адміністративне та церковне рішення Київського митрополита Михайла Рогози про унію Римсько-католицької церкви та Київської православної митрополії у межах Польсько-Литовської держави. Собор у Бересті викликав спротив деяких Православних Церков. У 1620 р. патріарх Єрусалимський Феофан ІІІ таємно висвятив 7 православних єпископів з митрополитом на чолі для всіх єпархій, що їх уже займали греко-католицькі єпископи. Переяславським договором гетьмана Богдана Хмельницького з Москвою 1654 р. Україну віддано під протекторат Москви. Розділ Польщі у XVIII ст. для територій, які відійшли до Росії, означав загибель унії. Для греко-католицьких єпископів на австрійській території у XVIII ст. Папа Римський заснував спеціальну церковну провінцію Галич.
Ідея об'єднання церков двох обрядів дала приклад подвижництва — життя та мученицьку смерть полоцького архієпископа Йосафата Кунцевича, вбитого 1623 р. фанатиками у Вітебську. У 1643 р. Урбан VIII проголосив мученика Йосафата блаженним, а Пій IX у 1867 р. — святим. Його мощі в 1916 р. були знайдені на Холмщині та привезені до Відня, де перебували до 1944 р. у церкві св. Варвари, а потім перевезені до Рима до собору св. Петра.

## Адміністративний поділ

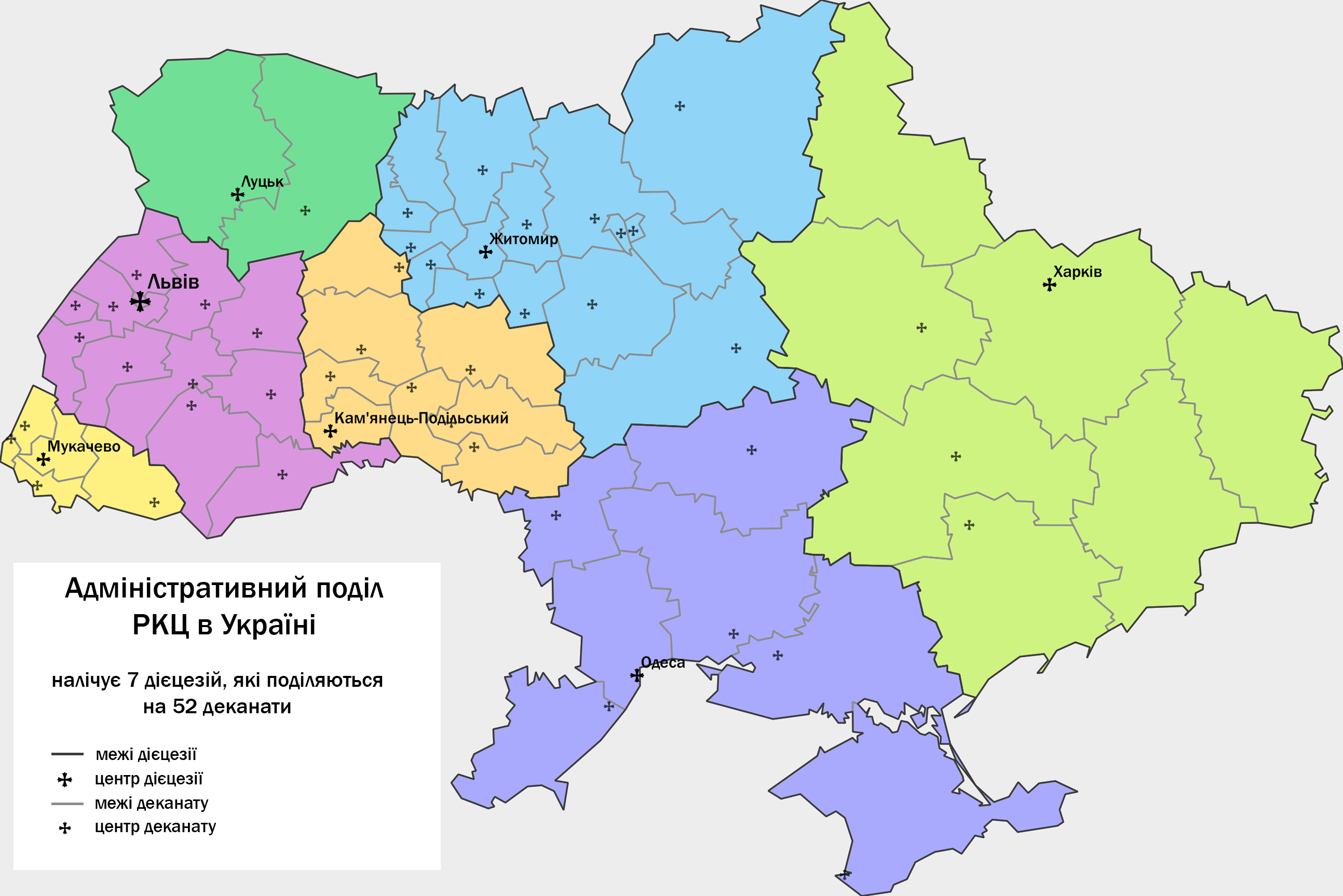
Адміністративно-територіальна структура Римсько-католицької церкви в Україні. Дієцезії та деканати.

| Назва                            | Області                                                                              |
| -------------------------------- | ------------------------------------------------------------------------------------ |
| Львівська архідієцезія           | Львівська, Івано-Франківська, Тернопільська та Чернівецька                           |
| Києво-Житомирська дієцезія       | Київська, Житомирська, Черкаська та Чернігівська                                     |
| Кам'янець-Подільська дієцезія    | Хмельницька та Вінницька                                                             |
| Луцька дієцезія                  | Рівненська та Волинська                                                              |
| Мукачівська дієцезія             | Закарпатська                                                                         |
| Одесько-Сімферопольська дієцезія | Одеська, Херсонська, Кіровоградська, Миколаївська та Крим                            |
| Харківсько-Запорізька дієцезія   | Харківська, Запорізька, Дніпропетровська, Донецька, Луганська, Полтавська та Сумська |

## Статистика Церкви

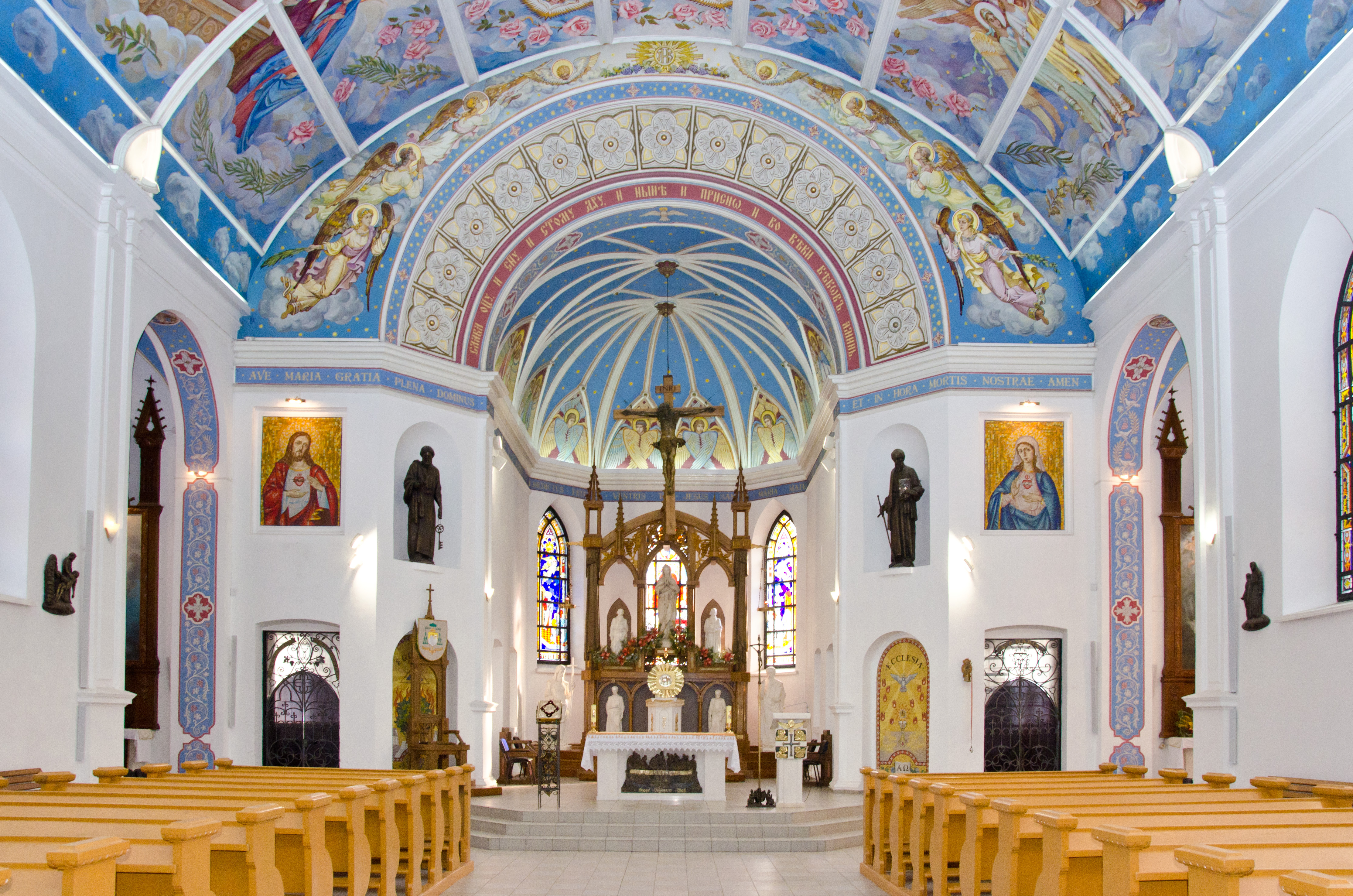
Собор Успіння Пресвятої Діви Марії (Харків)

За останні роки структура Римсько-католицької церкви в Україні (РКЦ) набула усталеної форми. Так, у 2009 році РКЦ нараховувала у своєму складі 907 організацій, у січні 2013 року її мережа складається із 1110 структур (203 організації або 18,2 % приросту за 4 роки).
На початок 2013 року релігійні організації РКЦ становлять 22,1 % католицьких осередків країни або 3,0 % від всіх релігійних організацій держави. Переважна більшість релігійних структур РКЦ діють на заході держави, зокрема у Львівській (163), Хмельницькій (153), Житомирській (145), Вінницькій (131), Закарпатській (100), Тернопільській (91), Івано-Франківській (37) областях. Нині РКЦ має у своєму складі Львівську архидієцезію та 6 дієцезій, 18 чернечих управлінь, 925 громад (621 священнослужитель, із них 260 іноземців), 105 монастирів (648 ченців), 41 місію, 5 братств, 9 духовних навчальних закладів (614 слухачів), 521 недільну школу. Діяльність РКЦ висвітлюють 13 періодичних релігійних видань.

## Відомі храми
- Латинський кафедральний собор (Львів)
- Костел святого Миколая (Київ)
- Собор святих Апостолів Петра і Павла (Кам'янець-Подільський)
- Собор Успіння Пресвятої Діви Марії (Харків)
- Кафедральний собор Успіння Пресвятої Діви Марії (Одеса)
- Собор Бога Отця Милосердного (Запоріжжя)
- Костел Непорочного Зачаття Пресвятої Діви Марії (Мурафа)